# NGC 3014
NGC 3014 este o galaxie spirală situată în constelația Sextantul. A fost descoperită în 19 februarie 1830 de către John Herschel.